# Libor Kutěj
Libor Kutěj (* 29. července 1967 Frýdek-Místek) je český vysokoškolský pedagog a bývalý důstojník zpravodajské služby. V letech 2007–2009 byl zástupcem ředitele Vojenského zpravodajství, od roku 2022 je ředitelem Ústavu zpravodajských studií Univerzity obrany.

## Profesní kariéra
Po ukončení Střední průmyslové školy stavební v Ostravě v roce 1985 studoval na Hornicko-geologické fakultě Vysoké školy báňské, obor Hlubinné dobývání ložisek, kterou absolvoval v roce 1990. V roce 2005 ukončil doktorské studium oboru Řízení obrany státu na Fakultě vojenských technologií Univerzity obrany v Brně a v roce 2011 absolvoval magisterské studium oboru Mezinárodní vztahy a evropská studia na Metropolitní univerzitě Praha. V roce 2024 absolvoval magisterský studijní program Aplikovaná etika na Katolické teologické fakultě Univerzity Karlovy.
Po základní vojenské službě nastoupil v roce 1992 k Policii České republiky, u které působil jako vyšetřovatel Městského a později Krajského úřadu vyšetřování v Ostravě.
V roce 1996 nastoupil k Vojenskému zpravodajství, kde byl zařazen v oblasti zpravodajského výkonu a postupně zastával funkce vedoucí expozitury, vedoucí skupiny, vedoucí oddělení a ředitel odboru v operativním úseku služby. V období 2007-2009 sloužil jako zástupce ředitele Vojenského zpravodajství. V letech 2009–2012 působil ve funkci přidělence obrany Velvyslanectví České republiky v Izraeli. V období let 2012–2015 zastával funkci ředitele odboru vojenské diplomacie. V letech 2015–2019 vykonával funkci přidělence obrany Velvyslanectví České republiky v Jordánsku.
Mimo jiných odborných kurzů absolvoval například kurz diplomacie na Royal Jordanian National Defence College v Ammánu v Jordánsku a kurz politické reality a diplomacie na Lauder School of Government, Diplomacy and Strategy při IDC Herzliya v Izraeli. V roce 2007 absolvoval s vyznamenáním kurz generálního štábu na Univerzitě obrany v Brně. V letech 2022 a 2023 dokončil dva kurzy o regionální bezpečnostní situaci na National Defence University v Tchaj-pej na Tchaj-wanu.
Slouží ve vojenské hodnosti plukovníka generálního štábu. Je nositelem šesti rezortních vyznamenání, deseti rezortních medailí a medaile udělené generálním štábem izraelských ozbrojených sil.

## Akademická kariéra
V únoru 2019 nastoupil na základě výběrového řízení na pozici vedoucího Katedry zpravodajského zabezpečení Fakulty vojenského leadershipu Univerzity obrany.
V roce 2021 se habilitoval a byl jmenován docentem pro obor Ochrana vojsk a obyvatelstva.
Byl iniciátorem vzniku Ústavu zpravodajských studií jako vysokoškolského ústavu Univerzity obrany orientovaného především na aplikovaný výzkum v oblasti oborů strategického vojenského zpravodajství, zpravodajského prognózování, monitoringu a vyhodnocování politicko-vojenského, vojenskostrategického a bezpečnostního vývoje v regionech a vybraných tématech zpravodajského zájmu. Na základě výsledku výběrového řízení byl dnem 1. července 2022 jmenován do funkce ředitele tohoto ústavu.
V letech 2020 až 2024 byl prorektorem pro vnější vztahy a internacionalizaci Univerzity obrany. Ve stejném období byl členem Vědecké rady Univerzity obrany.
Je členem vědecké rady Fakulty sociálních věd Univerzity Karlovy, vědecké rady Fakulty bezpečnostního inženýrství Vysoké školy báňské – Technické univerzity Ostrava a předsedou vědecké rady Ústavu zpravodajských studií Univerzity obrany.
Externě přednáší na Fakultě sociálních studií Masarykovy univerzity.
V přednáškové a publikační činnosti se zaměřuje na zpravodajskou problematiku a politicko-vojenské a bezpečnostní souvislosti v regionech Blízkého východu a východní a jihovýchodní Asie.

## Soukromý život
Je ženatý s filipínskou státní občankou Jovy Kutěj Ramos. Má dvě děti, syna Richarda a dceru Alexandru. Žijí střídavě v Praze a v malé vinařské obci u Velkých Pavlovic na jižní Moravě.